# Zeppelin NT
Zeppelin NT (Цеппелин НТ, то есть «новые технологии») — серия дирижаблей, изготавливаемая с 1990-х годов немецкой компанией Zeppelin Luftschifftechnik GmbH (ZLT) в Фридрихсхафене. Дирижабли серии NT являются крупнейшими активными дирижаблями, единственными с внутренней рамой, так называемыми полужёсткими дирижаблями.

## Описание
Будучи полужёстким дирижаблем, он имеет внутреннюю треугольную ферму из армированного углепластика и три продольные балки, изготовленные из алюминия, которые соединены в треугольники по всей длине рамы. К конструкции крепятся двигательные установки, гондола и хвостовое оперение. Кроме того, эта структура расчалена арамидными тросами. Она весит около 1000 кг. Неизменяемость внешней формы достигается избыточным давлением несущего газа, постоянно поддерживаемым баллонетами — мягкими ёмкостями, расположенными внутри оболочки, в которые нагнетается воздух.

## Сфера применения
Рекламные и увеселительные полёты, наблюдение за дорожным движением и т. п. Это дирижабли объёмом 8 225 м³ и 75 м в длину. Они значительно меньше, чем старые «Цеппелины», которые достигали максимального объёма в 200 000 м³. Кроме того, они наполнены исключительно невоспламеняющимся гелием.
Дирижабль Zeppelin NT часто ошибочно называют гибридным дирижаблем, поскольку он немного тяжелее воздуха. Однако лишь летательные средства, берущие как минимум 40 % подъёмной силы от тяги двигателей, могут считаться гибридными. Для создания дополнительной подъёмной силы дирижабль использует векторные винты. Таким образом, даже после израсходования топлива, что приводит к облегчению системы, или при изменении температуры окружающего воздуха он может поддерживать контролируемый уровень плавучести без выпуска из баллонет дорогостоящего гелия.

## Тактико-технические характеристики
- Экипаж: 2 человека
- Вместимость: 12 пассажиров
- Длина: 75 м
- Объём оболочки: 8 255 м³
- Максимальная взлётная масса: 8 040 кг
- Масса полезной нагрузки: 1 900 кг
- Тип двигателей: 3 × Textron Lycoming IO-360
- Мощность маршевых двигателей: 150 кВт (200 л. с.) каждый
- Скорость движения: 70 км/ч
- Максимальная скорость: 125 км/ч
- Максимальный объём баллонета: 2000 м³
- Высота полёта: 300 м
- Максимальная высота: 2 600 м
- Дальность полёта: 900 км

## Регулярные туры
Стоимость билета на 30-минутный тур в Германии (Фридрихсхафен) от 200 евро.

## Галерея
- Кормовой пропеллер дирижабля
- Для создания дополнительной подъёмной силы дирижабль использует векторные винты
- Цеппелин НТ на причальной мачте
- Гондола дирижабля